# 寿衣
壽衣（又稱殮衣，老衣或老嫁妝）是专为已經逝世的人在殮葬時穿着的整套衣服。
壽衣可以是往生者生前穿過或喜愛的普通衣服，亦可以是一件專門為已去世的人設計、且因社會和文化禁忌只有已去世的人才會穿的特別衣服。

## 中國

### 歷史
中國傳統壽衣設計與明朝日常服飾相同。歷史相傳這是基於明清大將軍吳三桂向清軍投降時，要求在生時穿清服，去世時穿明服的一個條件。另一說這是當時的中國人反對清朝統治的一種途徑。新型的中式壽衣設計與傳統壽衣設計不同，是給男性往生者穿長袍馬褂，而女性往生者則穿鳳仙裝旗袍。

### 設計特色
- 均是闊袍大袖。有兩種原因：一是容易替先人穿著[3]，二是基於傳統：民間認為如果壽衣太窄，後人的財政會緊絀[4]。
- 袖子通常會完全蓋着先人的雙手。因為傳統認為當先人的手露出來，後代將來會成為乞丐[4]。
- 沒有口袋。傳統認為這代表先人不帶走陽居的財富和福氣[4]。
- 壽衣由不少於五件，和不多於十三件個別衣服而成，必須是單數衣服[1]。某些地方的人會因為「九」與狗同音而避免九件壽衣[5]。
- 某些地方的壽衣，布匹不選用緞子。因為傳統認為緞子代表「絕子斷孫」[1]。
- 壽衣不用皮革製品製成。傳統認為這可避免先人未來轉世時變成獸類[1]。

### 購買
普通的衣物可以充作壽衣，亦或者在特別的壽衣店鋪購買。與普通衣服一樣，壽衣店的壽衣價錢高低有分。遇上清貧家庭時，也有壽衣店會把壽衣以低於成本的廉價出售。

### 傳統地方習俗
在某些地方文化中，只有超過60歲，兒子已經娶了妻子（或女兒已經出嫁），和膝下有孫兒的人才會冠帶傳統壽衣。
某些不怕忌諱的家庭，會在先人處於彌留之際時為先人佩戴壽衣。亦有子女在父母還健在時為父母購買壽衣，有為長者增壽和其兒孫添福的意思。
某些地方的人會在一個女人出嫁時，買一套壽衣送給新娘。有人亦會在一個人61歲生日時送上壽衣為生日賀禮。這種壽衣，當地民間稱為「張老衫仔褲」。

### 現今
廣義上，到了現在，只有比較恪守傳統的家庭或先人會穿傳統壽衣。比較西化的家庭會為先人冠上他生前选择或穿過的時装代替壽衣。

## 日本
在日本，往生者會穿和服，但領子與在生者穿戴的和服不同，衣服前襟左右相交，但是向左掩，俗称左衽或左前（日语：／ hidarimae */?）。。
因為日本壽衣與普通和服差別甚少，不懂日本禮節的人很容易會帶錯領子，造成「生人穿死人衣服」的尷尬場面。臺灣女藝人郭雪芙、楊丞琳、林采緹、伊能靜、香港女藝人陳慧琳和日本女藝人紗榮子就因為在公眾場合、電視劇、MV或於互聯網上載的相片裏穿錯（或者被懷疑穿錯）和服浴衣領子，令到浴衣變成壽衣而被傳媒廣泛報導。

## 宗教

### 猶太教
猶太教教義列明往生的猶太教徒應該在殮葬時穿着什麼衣服。猶太教義要求往生者穿白色壽衣。壽衣以麻布製成，包括帽子，外套，褲帶，包著遺體的布，和往生者生前祈禱時用過披肩巾。
猶太壽衣也不准有袋子，以示每個人往生時都不能把在世時擁有的物品帶走。這與中國壽衣沒有袋子的概念有一點相同之處。
歷史上，猶太人的壽衣是非常華麗的，但這亦為貧窮的猶太人家庭帶來沈重的負擔。所以猶太拉比迦瑪列二世就在第二聖殿被毀滅後50年（公元120年）開始推廣現有的猶太壽衣設計，目的是彰顯每個人，無論貧賤富貴，在神的眼裡都是平等的。

### 摩門教(耶穌基督後期聖徒教會)
如果往生的摩門教教徒有受過聖殿賦予的恩道門的話，往生者就可以被同樣受過恩道門的家庭成員戴上聖殿服。
男裝聖殿服包括長袖衫，褲子，領帶，襪和鞋。女裝聖殿服則包括長度足以貼地的裙（或罩衫配搭裙子），襪和鞋。
所有摩門教的壽衣，不論男女，都是白色的。如果往生者的遺體太脆弱的話，聖殿服則會放在靈柩內。